# Metz-le-Comte
Metz-le-Comte é uma comuna francesa na região administrativa de Borgonha-Franco-Condado, no departamento Nièvre. Estende-se por uma área de 14 km². Em 2010 a comuna tinha 168 habitantes (densidade: 12 hab./km²).